# Moshe Kotlarsky
Moshe Kotlarsky (Brooklyn, 8 de junio de 1949-Nueva York, 4 de junio de 2024) fue un rabino judío ortodoxo, que sirvió como vicepresidente de la organización Merkos L'Inyonei Chinuch, el brazo educativo del movimiento jasídico Jabad-Lubavitch. Kotlarsky superviso más de 4.000 instituciones religiosas y educativas repartidas por el mundo. Kotlarsky fue una figura clave para recaudar fondos, y llevó a cabo tareas de divulgación. También dirigió la Fundación Internacional Jabad en el Campus, la cual está activa en más de 230 campus universitarios del mundo, y sirve como presidente del Instituto de aprendizaje judío Rohr.

## Actividades

### Embajador global
Poco después de su matrimonio, Kotlarsky empezó a trabajar para Merkos L'Inyonei Chinuch, la división educativa y divulgativa de Jabad, como un emisario voluntario. Kotlarsy empezó viajando y visitando diferentes comunidades judías en 1968, identificando sus necesidades y trabajando con los líderes locales de las distintas comunidades, para construir futuros centros de Jabad. Fusionando sus capacidades organizativas, sus habilidades para recaudar fondos, el sentido común, y un oído atento, se convirtió en un recurso vital, conectando a los emisarios de Jabad (los Shluchim) con la sede central de Jabad.

### Supervisor de rabinos
El Rabino Kotlarsky superviso a unos 5.000 rabinos que sirven a una multitud de judíos observantes. La red que superviso incluía cerca de 4.000 instituciones en un centenar de países. Kotlarsky ha sido descrito como el embajador global más visible de Jabad, y como un educador visionario, que viaja por el Mundo y organiza reuniones.

### Administrador de emisarios
Kotlarsky fue el administrador de los emisarios de Jabad (los Shluchim) que hay alrededor del Mundo, el rabino estaba a su disposición en todo momento. Kotlarsky aprobaba las nuevas ubicaciones, seleccionaba a los rabinos, y presidía la convención masiva llamada Kinus HaShluchim, la conferencia internacional de los emisarios de Jabad que tiene lugar cada año en la ciudad de Nueva York. El Rabino Kotlarsky sirvió como director de la conferencia, donde más de 4.000 emisarios y sus familiares participan en los talleres, eventos sociales, reciben el Shabat, y celebran un banquete. También fue uno de los principales portavoces de Jabad, fue un emisario de Jabad que visita a jefes de Estado del Mundo, y supervisaba las instituciones religiosas y educativas en un centenar de países. Kotlarsky también ha sido mencionado en varias publicaciones, como uno de los líderes judíos más influyentes, incluyendo a la revista judía Algemeiner.

### Recaudador de fondos
Kotlarsky cultivo las relaciones de Jabad con muchos filántropos del Mundo, incluyendo al fallecido Sammy Rohr y a su hijo George, el inversor que ha financiado la expansión de Jabad en los campus universitarios, en Europa Oriental, y en otras naciones. 
La oficina del Rabino Kotlarsky administraba el fondo Bogolyubov Simcha, el cual otorga subvenciones a los representantes de Jabad en el Mundo, para los gastos relacionados con la familia. También ofrece subvenciones a emisarios individuales y a sus proyectos comunitarios, a través de sus contactos con personas interesadas en la filantropía.

## Vida personal
Kotlarsky nació y creció en la sección de Crown Heights en el barrio de Brooklyn, el 8 de junio de 1949. Después de casarse, Kotlarsky se instaló en Crown Heights, en Nueva York, lugar donde vivió con su esposa y sus hijos. Uno de los hijos de Kotlarsky, el Rabino Mendy Kotlarsky, sirve como director de Merkos 302, y como presidente de la organización juvenil C-Teen.
El 4 de junio de 2024, 4 días antes de su cumpleaños 75, Kotlarsky falleció después de padecer cáncer por un largo tiempo.

### Padre
Su padre, el Rabino Tzvi Yosef (Hershel) Kotlarsky, fallecido en 2008, era nativo de Otwock, Polonia, y durante la Segunda Guerra Mundial escapó a Shanghái para huir de los nacional-socialistas. El anciano Rabino Kotlarsky, fue un miembro del consejo de administración de la Yeshivá Tomjei Tmimim, la yeshivá principal de Lubavitch, ubicada en Crown Heights, Brooklyn, durante más de 40 años.